# Tom Malinowski
Tomasz P. Malinowski dit Tom Malinowski, né le 23 septembre 1965 dans la ville polonaise de Słupsk, est un homme politique américain. 
Membre du Parti démocrate, il est élu à la Chambre des représentants des États-Unis de 2019 à 2023.

## Biographie

### Jeunesse et études
Tom Malinowski est né à Słupsk dans le nord de la Pologne. Il arrive aux États-Unis à l'âge de six ans, lorsque sa mère épouse un journaliste américain. Il grandit à Princeton dans le New Jersey. Titulaire d'une bourse Rhodes, il étudie à l'université d'Oxford.

### Carrière dans les affaires étrangères
Dans les années 1990, il écrit des discours pour les secrétaires d'État Warren Christopher et Madeleine Albright et participe au conseil de sécurité nationale sous Bill Clinton. En 2001, il devient directeur du bureau de Human Rights Watch à Washington et milite notamment contre le massacre du Darfour, la répression en Birmanie et l'usage de la torture aux États-Unis.
Au début du mandat de Barack Obama, son nom est évoqué pour entrer au gouvernement en tant que secrétaire d'État adjoint pour la démocrate, les droits de l'homme et le travail. Cependant, enregistré comme lobbyiste pour Human Rights Watch jusqu'en 2008, il doit attendre deux ans avant d'intégrer le gouvernement, une règle fixée par l'administration Obama. Son cas est souvent cité pour critiquer cette règle, qui s'applique tant aux ONG qu'aux représentants d'intérêts économiques et privés. Malinowski est finalement nommé à ce poste par Barack Obama en juillet 2013. Sa nomination est confirmée par le Sénat le 2 avril 2014.
En juillet 2014, il est expulsé du Bahreïn après avoir rencontré le dirigeant du Wefaq, le principal parti d'opposition chiite,. Les États-Unis suspendent alors une partie de leur vente d'armes à l'État du golfe, ainsi que leur aide au ministère de l'intérieur bahreïnien. Malinowski se rend à nouveau dans le pays en décembre 2014.
En privé, il s'oppose à plusieurs reprises aux décisions du président, particulièrement lorsque celui-ci choisit de soutenir l'Arabie saoudite dans la guerre du Yémen. Dès le début de la guerre civile syrienne, Malinowski propose l'instauration d'une zone d'exclusion aérienne au-dessus de la Syrie ; l'idée est définitivement écartée après l'intervention de la Russie dans le pays. Il critique à nouveau le président pour ne pas avoir agi après l'utilisation d'armes chimiques par les forces de Bachar el-Assad, malgré la « ligne rouge » fixée par Obama.

### Carrière politique
Après l'élection de Donald Trump, Malinowski retourne dans le New Jersey. En octobre 2017, il annonce sa candidature à la Chambre des représentants des États-Unis dans le 7e district du New Jersey face au républicain sortant Leonard Lance. La circonscription s'étend sur une partie du centre et du nord-ouest de l'État. Elle tend de plus en plus vers la gauche et est l'un des rares sièges républicains où Hillary Clinton a devancé Donald Trump en 2016. Avant la primaire, Malinowski reçoit le soutien du comité démocrate de chaque comté du district, grâce au retrait de la banquière Linda Weber. Il remporte la primaire démocrate avec près de 70 % des voix, devant le travailleur social Peter Jacob (20 %) et l'avocat Goutam Jois (10 %).
Face à Lance, le démocrate fait campagne pour protéger l'Affordable Care Act, les DREAMers et réformer les déductions de taxes locales et étatiques (SALT). Il estime que le sortant n'agit pas assez contre le président Trump. Lance se présente comme un modéré, s'étant opposé au plafonnement du SALT et à la réforme de santé votés par la majorité républicaine de la Chambre. Il présente le démocrate comme un parachuté. Avec plus de 5 millions de dollars en banque, Malinowski lève deux fois plus de fonds que Lance. Profitant notamment de l'impopularité de Trump dans le New Jersey, Malinowski est élu représentant des États-Unis avec 51,7 % des voix contre 46,7 % pour Lance.
À la Chambre des représentants, Malinowski siège à la commission des transports, où il milite pour la construction d'un tunnel entre New York et le New Jersey, ainsi qu'à la commission des affaires étrangères. Il explique fréquemment aux journalistes : « vous connaissez mon travail au Congrès : creuser un tunnel et sauver le monde — dans cet ordre » (« You know my job in Congress: Dig a tunnel and save the world — in that order »). Fort de ses précédentes expériences, il devient l'un des démocrates les plus influents sur les questions de politique étrangère. Lors de l'audition du secrétaire d'État Mike Pompeo, il se fait notamment remarqué en critiquant la politique américaine en Corée du Nord : « Si nous devons dénoncer avec tant de force le socialisme [au Vénézuéla], pourquoi cette administration a une si haute opinion du communisme ? En quoi « apprécier » Kim Jong-un est une raison suffisante pour annuler ou ne pas prendre de sanctions contre des entreprises aidant son programme nucléaire ? ».

## Positions politiques
Élu dans une circonscription historiquement républicaine, Tom Malinowski se décrit comme un démocrate modéré. Il est notamment opposé à une couverture santé publique universelle et au Green New Deal, politiques qu'il juge irréalistes.